# Хибовский, Ярослав Юрьевич
Ярослав Юрьевич Хибовский (укр. Ярослав Юрійович Хибовський; 28 декабря 1998, Николаевка — 5 декабря 2022, Нетайлово) — украинский военнослужащий, старший сержант, участник российско-украинской войны. Герой Украины (2024, посмертно).

## Биография
Родился 28 декабря 1998 года в селе Николаевка Винницкой области. С мая 2019 года проходил военную службу по контракту, участвовал в ООС. С начала полномасштабного вторжения России в Украину в 2022 году служил в составе 59-й отдельной мотопехотной бригады. Погиб 5 декабря 2022 года вблизи села Нетайлово Донецкой области.

## Награды
- Звание «Герой Украины» с удостоением ордена «Золотая Звезда» (11 декабря 2024, посмертно) — за личное мужество и героизм, проявленные в защите государственного суверенитета и территориальной целостности Украины, верность военной присяге[1].
- Медаль «За военную службу Украине» (19 мая 2022) — за личное мужество и отвагу, проявленные в защите государственных интересов, укрепление обороноспособности и безопасности Украины[2].
- Орден «За мужество» III степени (28 декабря 2022, посмертно) — за личное мужество и самоотверженные действия, проявленные в защите государственного суверенитета и территориальной целостности Украины, верность военной присяге[3].
- Мастер спорта Украины по пауэрлифтингу